# Roman Kollar
Roman Kollar (ur. 22 września 1974) – słowacki zapaśnik reprezentujący Słowację oraz Czechosłowację, walczący w stylu wolnym. Olimpijczyk z Atlanty 1996, gdzie zajął trzynaste miejsce w kategorii 52 kg.
Sześciokrotny uczestnik mistrzostw świata; dziesiąty w 1991. Szósty na mistrzostwach Europy w 1994. Mistrz Europy juniorów w 1991 i trzeci na MŚ juniorów w 1992. Mistrz Czechosłowacji w 1992 roku.
- Turniej w Atlancie 1996

Pokonał Kubańczyka Carlosa Varele a przegrał z Japończykiem Hideo Sasayamą i Gregiem Woodcroftem z Kanady.